# Grindlow
Grindlow – wieś w Anglii, w hrabstwie Derbyshire, w dystrykcie Derbyshire Dales.